# Riccardo di Dreux
Riccardo di Dreux o di Montfort (1396 circa – Clisson, 2 giugno 1438) è stato un nobile francese.
Nel corso della sua vita fu insignito di diversi incarichi: fu Capitano della Guienna e del Poitou, e fu creato conte d'Étampes l'8 maggio 1423 e conte di Mantes nell'ottobre 1425

## Origine
Riccardo era il figlio maschio quartogenito del Duca di Bretagna, Conte di Montfort e Conte di Richmond, Giovanni V e di Giovanna di Navarra, futura Duchessa reggente di Bretagna e futura regina consorte d'Inghilterra, che secondo il Chronicum Britanicum era la sesta (quarta femmina) figlia del re di Navarra, Carlo II il Malvagio e della moglie, principessa della casa reale francese Giovanna di Francia, sorella del re di Francia, Carlo V, la settima figlia del re di Francia, Giovanni II il Buono e di Bona di Lussemburgo.
Giovanni V di Bretagna, secondo le Mémoires pour servir de preuves à l'Histoire ecclésiastique et civile de Bretagne, Tome I, era l'unico figlio maschio del Conte di Richmond, duca pretendente di Bretagna e conte di Montfort, Giovanni IV e della moglie, Giovanna, figlia del Conte di Nevers, Luigi I, e della moglie, la Contessa di Rethel, Giovanna, come ci conferma la Continuation anonyme de la Chronique de Jean de S. Victor, pur senza nominarla, ricorda che la contessa Giovanna, dopo essere rimasta vedova, rientrò nella contea di Bethel, e ricevette in dote metà della contea di Nevers.
 Giovanna di Rethel (morta nel 1325), figlia di Ugo IV, Conte di Rethel, e di Isabella di Grandpré.

## Biografia
Riccardo nacque attorno al 1396.
Suo padre, Giovanni V, morì nel 1399; il Chronicon Britanicum riporta la morte di Giovanni (Johannes Britanniæ dux) il 2 novembre (II mensis novembris) 1399 (MCCCXCIX), a Nantes (in castro de turre nova Nannetensi) e fu sepolto nella Chiesa di San Pietro a Nantes (in choro ecclesiæ B. Petri Nannetensis).
Dopo la morte di Giovanni V, il re di Francia Carlo VI, ottenne la tutela di tutti i figli di Giovanni, i quali erano tutti ancora minorenni, incluso il nuovo duca Giovanni VI.
Nel 1402, sua madre, Giovanna venne chiesta in moglie dal re d'Inghilterra, Enrico IV di Bolingbroke, il figlio quartogenito del duca di Lancaster e futuro duca d'Aquitania, Giovanni Plantageneto e di Bianca di Lancaster, figlia di Enrico Plantageneto, I duca di Lancaster e di Isabella di Beaumont, che, da alcuni anni, era vedovo della prima moglie, Maria di Bohun (c.a 1368 – 4 giugno 1394).
Il matrimonio venne celebrato nel 1403, come viene riportato dal Chronicon Adae de Usk, A.D. 1377-1421.
A seguito di questo matrimonio, Riccardo divenne fratellastro di Enrico V d'Inghilterra che una volta salito al trono avanzò pretese sulla corona di Francia ridando vita alla Guerra dei cent'anni. Enrico V sposò quindi Caterina di Valois, cugina di Riccardo e il loro figlio, Enrico, non solo sposò Margherita d'Angiò, anch'essa imparentata alla lontana con Riccardo, ma si pose in diretto confronto con Carlo VII di Francia per il titolo di re di Francia ed il controllo della corona francese, disputa dalla quale uscì perdente.
Riccardo divenne Conte d'Étampes attraverso la moglie che lo aveva ereditato dal padre e che le era stato garantito da Carlo VII di Francia, i loro diritti vennero messi in discussione da Filippo III di Borgogna il quale, forse, voleva esercitare una qualche vendetta per la morte del padre Giovanni di Borgogna, assassinato dagli uomini del re durante un colloquio di pace. Filippo in effetti occupò il contado e lo governò fino al 1434 anno in cui lo donò al fratello Giovanni II di Nevers. Il contado tornò a Riccardo nel settembre 1435.
Riccardo morì nel 1438; il Chronicum Britanicum riporta che Riccardo, signore d´Etampes e di Clisson (M. Richart Seig. d´Estampes et de Cliczon) morì il 2 giugno (XI jour du mois de Juin), nel castello di Clisson (au Chasteau de Cliczon) e fu trasportato a Nantes e sepolto, accanto al padre, nella Chiesa dei Santi Pietro e Paolo di Nantes (en l´église de saint Pere de Nantes, en loquele il est ensepulturé avec son pere)
e, come conte di Etampes gli succedette il figlio Francesco.

## Matrimoni e discendenza
Nel 1423 Riccardo aveva sposato Margherita di Valois-Orléans, figlia di Luigi I di Valois-Orléans e Valentina Visconti. Zio paterno di Margherita era Carlo VI di Francia, mentre per parte di madre era nipote di Gian Galeazzo Visconti e Isabella di Valois.
Riccardo e la moglie erano secondi cugini essi infatti condividevano lo stesso bisnonno, Giovanni II di Francia. Margherita faceva parte della casa di Valois, che altro non era che una branca cadetta della dinastia dei Capetingi altro legame che condividevano i due cugini.
Quando il matrimonio ebbe luogo ella ricevette in dote il contado di Vertus che Riccardo governò in sua vece.
Riccardo da Margherita ebbe sette figli:
- Maria (22 giugno 1424-9 ottobre 1497), badessa presso l'Abbazia di Fontevrault dal 1457 alla morte
- Isabella (2 febbraio 1426-9 febbraio 1438)
- Caterina (28 maggio 1428-22 giugno 1476) che sposò Guglielmo VII di Chalon
- Francesco II di Bretagna (23 giugno 1433-9 settembre 1488), duca di Bretagna[12]
- figlio senza nome (1436-19 dicembre 1436)
- Margherita (22 novembre 1437-1466), suora
- Maddalena (1º maggio 1439-29 marzo 1462), suora.

Da un'amante di cui non si conoscono né il nome né gli ascendenti, Arturo ebbe una figlia naturale:
- Giovanna († dopo il 1462).

## Ascendenza
|                         |                        |                        | Genitori                   |  |  | Nonni |  |  | Bisnonni              |  |  | Trisnonni               |  |
|                         |                        |                        |                            |  |  |       |  |  | Arturo II di Bretagna |  |  | Giovanni II di Bretagna |  |
|                         |                        |                        |                            |  |  |       |  |  | Arturo II di Bretagna |  |  | Giovanni II di Bretagna |  |
|                         |                        | Beatrice d'Inghilterra |                            |  |  |       |  |  | Arturo II di Bretagna |  |  |                         |  |
| Giovanni IV di Bretagna |                        |                        |                            |  |  |       |  |  | Arturo II di Bretagna |  |  |                         |  |
|                         |                        | Iolanda di Dreux       | Roberto IV di Dreux        |  |  |       |  |  |                       |  |  |                         |  |
|                         |                        | Iolanda di Dreux       | Roberto IV di Dreux        |  |  |       |  |  |                       |  |  |                         |  |
|                         |                        | Iolanda di Dreux       | Beatrice di Montfort       |  |  |       |  |  |                       |  |  |                         |  |
| Giovanni V di Bretagna  |                        | Iolanda di Dreux       |                            |  |  |       |  |  |                       |  |  |                         |  |
|                         |                        | Luigi I di Nevers      | Roberto III di Fiandra     |  |  |       |  |  |                       |  |  |                         |  |
|                         |                        | Luigi I di Nevers      | Roberto III di Fiandra     |  |  |       |  |  |                       |  |  |                         |  |
|                         |                        | Luigi I di Nevers      | Iolanda di Borgogna-Nevers |  |  |       |  |  |                       |  |  |                         |  |
| Giovanna di Fiandra     |                        | Luigi I di Nevers      |                            |  |  |       |  |  |                       |  |  |                         |  |
|                         |                        | Giovanna di Rethel     | Ugo IV di Rethel           |  |  |       |  |  |                       |  |  |                         |  |
|                         |                        | Giovanna di Rethel     | Ugo IV di Rethel           |  |  |       |  |  |                       |  |  |                         |  |
|                         |                        | Giovanna di Rethel     | Isabella di Grandpré       |  |  |       |  |  |                       |  |  |                         |  |
| Riccardo di Dreux       |                        | Giovanna di Rethel     |                            |  |  |       |  |  |                       |  |  |                         |  |
|                         | Filippo III di Navarra | Luigi d'Évreux         |                            |  |  |       |  |  |                       |  |  |                         |  |
|                         | Filippo III di Navarra | Luigi d'Évreux         |                            |  |  |       |  |  |                       |  |  |                         |  |
|                         | Filippo III di Navarra | Margherita d'Artois    |                            |  |  |       |  |  |                       |  |  |                         |  |
| Carlo II di Navarra     | Filippo III di Navarra |                        |                            |  |  |       |  |  |                       |  |  |                         |  |
|                         |                        | Giovanna II di Navarra | Luigi X di Francia         |  |  |       |  |  |                       |  |  |                         |  |
|                         |                        | Giovanna II di Navarra | Luigi X di Francia         |  |  |       |  |  |                       |  |  |                         |  |
|                         |                        | Giovanna II di Navarra | Margherita di Borgogna     |  |  |       |  |  |                       |  |  |                         |  |
| Giovanna di Navarra     |                        | Giovanna II di Navarra |                            |  |  |       |  |  |                       |  |  |                         |  |
|                         |                        | Giovanni II di Francia | Filippo VI di Francia      |  |  |       |  |  |                       |  |  |                         |  |
|                         |                        | Giovanni II di Francia | Filippo VI di Francia      |  |  |       |  |  |                       |  |  |                         |  |
|                         |                        | Giovanni II di Francia | Giovanna di Borgogna       |  |  |       |  |  |                       |  |  |                         |  |
| Giovanna di Valois      |                        | Giovanni II di Francia |                            |  |  |       |  |  |                       |  |  |                         |  |
|                         |                        | Bona di Lussemburgo    | Giovanni I di Boemia       |  |  |       |  |  |                       |  |  |                         |  |
|                         |                        | Bona di Lussemburgo    | Giovanni I di Boemia       |  |  |       |  |  |                       |  |  |                         |  |
|                         |                        | Bona di Lussemburgo    | Elisabetta di Boemia       |  |  |       |  |  |                       |  |  |                         |  |
|                         |                        | Bona di Lussemburgo    |                            |  |  |       |  |  |                       |  |  |                         |  |

### Fonti primarie
- (LA)  Rerum Gallicarum et Francicarum Scriptores, tomus XXI.
- (LA)  Chronicon Adae de Usk, A.D. 1377-1421.
- (LA, FR)  Mémoires pour servir de preuves à l´histoire ecclésiastique et civile de Bretagne, Tome I.
- (LA, FR)  Mémoires pour servir de preuves à l´histoire ecclésiastique et civile de Bretagne, Tome II.
- (LA)  Chronique des règnes de Jean II et de Charles V. Tome 2.

### Letteratura storiografica
- A. Coville, "Francia: armagnacchi e borgognoni (1380-1422)", cap. XVII, vol. VI (Declino dell'impero e del papato e sviluppo degli stati nazionali) della Storia del Mondo Medievale, 1999, pp. 642–672.
- Joseph Calmette, Il regno di Carlo VII e la fine della guerra dei cent'anni in Francia, cap. XVII, vol. VII (L'autunno del medioevo e la nascita del mondo moderno) della Storia del mondo medievale, 1999, pp. 611–656.